# キ92 (航空機)
キ92は、太平洋戦争末期に大日本帝国陸軍が試作した輸送機。設計・製造は立川飛行機が担当した。それまでの輸送機をすべての面で上回る性能を持つ機体として開発されたが、戦局の悪化により試作機が1機完成しただけで終戦を迎えた。

## 概要
1942年（昭和17年）3月、陸軍は立川に対して新型双発大型輸送機キ92の開発を指示した。陸軍の要求は、搭載力、速度、航続距離などすべての性能で従来の輸送機（一〇〇式輸送機など）を上回るものだった。当初は軽戦車を搭載可能な大型輸送機とされていたが、要求は野砲を搭載できる大型兵員輸送機を経て、最終的には要員輸送を主任務とする中型機へと変更されている。立川は、品川信次郎技師を主務者に任じて1942年5月より設計を開始。同年9月の陸軍からの正式発注時の指示をもとに大型輸送機から中型輸送機へ改めるなど設計変更とモックアップの製作を重ねた後、1943年（昭和18年）3月に設計を完了させて試作に着手し、1944年（昭和19年）6月または9月に試作機を完成させた。
機体は低翼単葉で、尾輪式の引込脚を降着装置とする。アメリカのC-46とほぼ同規模の大きさで、胴体は断面を真円形にして、片側2列の4座配置の客席を持つ換気・暖房や防音に配慮した完全密閉式キャビンを有し、窓も二重式とするなど従来の輸送機にない新しい試みがなされている。また、機首下面にも窓を設けることで離着陸時の下方視界を確保している。さらに主翼にはファウラー・フラップ付きの層流翼を採用し、エンジンは強力な「ハ104」強制冷却ファン付の双発とした。機体は全金属製の箇所が主だが、ジュラルミンの不足を考慮して尾翼部分は木製かつ羽布張り舵面だった。空挺部隊の落下傘兵であれば15名、武装した通常の兵員であれば28名あるいは30名、非武装の要員（将校など）であれば32名あるいは34名の搭乗が可能。また、四一式山砲や一式機動四十七粍砲などを運用にあたる兵員とともに輸送することもできた。固定武装として、胴体上面に旋回砲の形でホ103を1門装備する。
当初は試作機3機、増加試作機10機に続いて4,000機を製造するという生産計画が立てられていたが、これは1944年初頭に中止・縮小されている。初飛行となる試験飛行は1945年（昭和20年）1月5日に実施されたが、初飛行以前の1944年秋には審査を中止する決定が下されている。試験飛行の結果は良好で最大速度426 km/hを記録したが、220 km/hの速度で高度2,000 mを巡航中に主翼フラッターが生じたことで試験を中止し、原因の調査と改修を進めている途中で終戦に至っている。また、胴体に大きなハッチが設けられていたため胴体の剛性が不足し、危険だったため試験が打ち切られたともいう。戦局の悪化がもたらした資材不足やエンジン生産の遅れが量産の障害となっていたことに加え、キ92のような後方支援的な機体の開発の優先順位が下がった上に空襲の激化から審査も進捗せず、結局試作1機、1度の試験飛行のみで終戦を迎えることとなった。
派生型として、全木製化されたキ114も計画されていたが、キ92の試作機完成が遅れたことを受け、開発する余裕が失われたと見做され計画は中止されている。また、化粧室や洗面所の追加、座席のリクライニングシート化などを行った天皇の乗機となるお召機仕様も構想されていた他、立川は「立川式中型輸送機」として将来の商業輸送機に転用する計画も持っていた。
なお、キ92はYS-11が登場するまでの間、実機の製作に至った日本製の輸送機としては最大の機体だった。

## 諸元
出典：『日本陸軍試作機大鑑』 85,86頁、『日本陸軍の試作・計画機 1943〜1945』 169頁、『幻の新鋭機』 270,271頁、『日本航空機総集 立川・陸軍航空工廠・満飛・日国篇』 91頁、『太平洋戦争日本陸軍機』 183頁。
- 全長：22.00 m
- 全幅：32.00 m
- 全高：5.59 m[11][12]あるいは5.95 m[1][6][8]
- 主翼面積：122.0 m2
- 自重：11,175 kg
- 全備重量：17,600 kg
- エンジン：三菱 ハ104 空冷複列星型18気筒（最大2,000 hp） × 2
- 最大速度：466 km/h
- 巡航速度：350 km/h
- 実用上昇限度：10,100 m
- 上昇率：7,000 m/18'20"
- 航続距離：3,960 km - 5,000 km
- 翼面荷重：144.3 kg/m2
- 武装：
  - 12.7mm旋回機関砲ホ103 × 1
  - 7.7mm機関銃 × 1
- 乗員：5名 + 兵員最大32名[1]あるいは34名[6][8][11][12]
- 搭載量：2,300 kg[8]あるいは6,425 kg[1][6]

（データは計算値）